# Michelfeld (Bopfingen)
Michelfeld ist ein Teilort des Bopfinger Stadtteils Aufhausen im Ostalbkreis in Baden-Württemberg.

## Geographische Lage und Verkehrsanbindung
Der Weiler liegt auf dem Härtsfeld, einer Hochfläche im Osten der Schwäbischen Alb, auf einer Höhe von etwa 639 m ü. NHN und auf der Wasserscheide zwischen den Einzugsgebieten der Eger im Nordosten und der Egau im Südwesten. Der Ort mit vier Hausnummern und ein paar landwirtschaftlichen Nebengebäuden liegt umgeben von Wiesen in einer nördlichen Bucht der Höhenrodungsinsel um Ober- und Unterriffingen nahe an der Waldgrenze im Westen und besonders im Osten.
Er ist etwa 21⁄2 km südwestlich von Aufhausen entfernt und etwa 41⁄2 km westsüdwestlich von der Stadtmitte von Bopfingen. Durch den Ort führt von Aufhausen nach Oberriffingen im Südsüdosten die Kreisstraße K 3298, an der in dieser Richtung wenig außerhalb des Ortes die Kapelle St. Wendelin steht.

## Geschichte
Etwa auf der heutigen Siedlungsfläche trafen sich einst zwei zum Kastell Oberdorf führende Römerstraßen, die von der römischen Ansiedlung in Heidenheim und Aalen verband. Möglicherweise gab es schon zu dieser Zeit Siedlungen im Bereich von Michelfeld.
Die erste Erwähnung des Ortes geht auf das 12. Jahrhundert zurück. Der Name bedeutet so viel wie „großes Feld“. Seit dem frühen 15. Jahrhundert gehörte der Ort größtenteil der Deutschordenskommende Kapfenburg.
In der Beschreibung des Oberamts Neresheim wird in Michelfeld ein Schlösschen als jetziges Försterhaus genannt.
Bei der Gründung des Königreich Württemberg gehörte Michelfeld zu Waldhausen, wurde jedoch 1837 zu Unterriffingen umgemeindet zu dem es bis 1935 gehörte. Es wurde dann zu Aufhausen umgemeindet und kam mit diesem 1975 zu Bopfingen.